# Pau’anok
A pau'anok, más néven utapaiak, vagy az ősök (angolos írásmóddal: Pau'an) a Csillagok háborúja elképzelt univerzumának egyik értelmes, majdnem emberszerű faja.

## Leírásuk
A pau'anok magas, emberszerű, értelmes lények, az Utapau nevű bolygón kifejlődött két értelmes faj egyike. Átlagmagasságuk 1,9 méter. A bőrük szürke és nincs rajta szőrzet. Valamikor a felszínen fejlődtek ki, de a szakadéküregekben élnek. A bőrük nem sima, hanem redőzött, emiatt csíkosnak néz ki. Testtömegük általában 70 kilogramm. A mélyen ülő fekete szemük vörös színű szemüregekben van; a sötétben is jól látnak. A fejük enyhén hosszúkás. Az őseik ragadozó életmódjára az éles fogakkal és agyarakkal teli szájuk utal, no meg az, hogy előnyben részesítik a nyers ételeket a főtt élelmiszerrel szemben. Manapság ez a nép igen barátságos és békés. Mind a négy végtagjuk négy-négy ujjban végződik. A magasságuk és sápadtságuk miatt sok más faj félelmetesnek tartja őket, emiatt a pau'anok a komplikált ruháikkal próbálják takarni a méreteiket.
Az utaikhoz képest igen hosszú életűek; akár 700 évesek is lehetnek, az idelátogatók ezért nevezték el őket ősöknek. Anyanyelvük az utapai nyelv, de a legtöbbjük a galaktikus közös nyelvet is beszéli. A bolygó 90 millió lakosából 28,5 millió, azaz 31,7 százalék a pau'an fajba tartozik.

## Történelmük
Az ősutaiktól eltérően a pau'anok a felszínen fejlődtek ki, de aztán egy klímaváltozás miatt igen erős szelek kezdtek tombolni az Utapau felszínén, és a pau'anok kénytelenek voltak az óriás víznyelőkbe lehúzódni. A két faj annyira egyetértett egymással, hogy az utaik elfogadták a pau'anokat uraiknak, vezetőiknek. Manapság a kis, tömzsi faj az alsóbbrendű munkákat végzi el e bolygón. Az utapaui közgyűléseken sem vesznek részt, jogaikat egy pau'an képviseli.
A pau'an civilizáció Y. e. 57 000 körül jött létre. Egyes feltételezések szerint az Utapau bolygóra őskolonizálók érkeztek, és az ő leszármazottaik a bolygón honos két értelmes faj; tehát meglehet, hogy a pau'anok és az utaik rokon fajok.
Az Utapau két értelmes faja a klónháborúk alatt a Galaktikus Köztársaság oldalán harcolt. A Galaktikus Birodalomnak nem hódoltak be, inkább vállalták a rabszolgaságot. A Birodalom bukása után e bolygó népei az Új Köztársasághoz csatlakoztak, és a vongok inváziója alatt támogatták a szövetségeseiket.
A barlangokban való elszigetelt fejlődés miatt kissé eltérő nyelvjárások és kultúrák alakultak ki. Az egyes pau'an városok lakosai pontosan számon tartották a vérvonalukat, és időnként háborúban álltak egymással.
A pau'anok átadták az utaiknak a szélenergia hasznosításának módszerét; a két alfaj között együttműködés alakult ki, ami az erőforrások kölcsönös cseréjén alapult.

## Megnevezett pau'anok
- Darth Desolous – férfi; jedi mester, később sith úr
- Lampay Fay – férfi; Tion Medon segéde
- Lar Le'Ung – férfi; jedi mester
- Tion Medon – férfi; kormányzó
- Timon Medon – férfi; Tion Medon őse

## Megjelenésük a filmekben, könyvekben, videojátékokban
A pau'anokról „A Sith-ek bosszúja” című regényben olvashatunk először, később pedig az ugyanaz című filmben, „A Sith-ek bosszújában” láthatjuk őket. Azóta e filmről szóló könyvekben, képregényekben és videojátékokban is szerepeltek e faj képviselői.

## Fordítás
- Ez a szócikk részben vagy egészben a Pau'an című Wookieepedia-szócikk fordítása. Az eredeti cikk szerkesztőit annak laptörténete sorolja fel.